# 306 (tal)
306 är det naturliga talet som följer 305 och som följs av 307.

## Inom vetenskapen
- 306 Unitas, en asteroid.

## Inom matematiken
- 306 är ett jämnt tal
- 306 är ett sammansatt tal
- 306 är ett ymnigt tal
- 306 är ett rektangeltal
- 306 är ett ikosidigontal